# Хякунин-кумите
Это статья о тесте в боевых искусствах. О японской поэзии смотрите статью Хякунин иссю.
Хякунин-кумите (яп. 百人組手) — испытание в карате, состоящее в непрерывном проведении сотни боёв с поочерёдно меняющимися (через каждые две минуты) противниками. Также используются названия «Тест 100 боёв», «Испытание 100 боёв». Хякунин-кумите является высшим испытанием мастерства и силы духа в карате, и получило особенное распространение и признание в Кёкусинкай. В рамках организации IKO (International Kyokushinkai Organization) к 2013 году лишь 16 человек успешно прошли данное испытание. В рамках некоторых других организаций также были случаи успешного прохождения хякунин-кумите, однако эти тесты, как правило, не признаются большинством представителей мира Кёкусинкай, в том числе и некоторыми участниками подобных тестов.

## Происхождение теста
Создателем первого подобного теста принято считать одного из величайших мастеров Кэн-дзюцу Ямаока Тэссю (1836—1888). Считается, что он выдержал 100 последовательных поединков, одержав победу над сотней различных противников с помощью бамбукового меча.
Тест, заключающийся в проведении ста боёв подряд, разработан и введён в карате создателем Кёкусинкай мастером Масутацу Оямой. Считается, что он сам трижды прошёл этот тест после уединённых тренировок в горах, когда в течение трёх дней ежедневно боролся с сотней противников. В этих боях принимали участие сильнейшие ученики Оямы, каждый из которых должен был провести по четыре боя. Ояма собирался провести и четвёртую сотню боёв, но не смог этого сделать, так как все его ученики, выступавшие в роли противников, получили травмы и не могли более продолжать бои.

Данный подвиг популяризируется различными школами Кёкусинкай, однако некоторые считают его выдумкой, красивой легендой. Так, ученик Оямы Хацуо Рояма в своём интервью говорит: 
Я об этом слышу впервые. С момента моего поступления в школу Ояма я 30 лет вплоть до самой смерти Учителя находился подле него и ни разу не слышал из его уст таких слов. Я считаю, что это просто вымысел.
 Первые ученики Оямы — Йон Блюминг, Стив Арнейл и Сигэру Ояма также утверждают, что никогда ни о чём подобном не слышали.
Первоначально Ояма хотел включить хякунин-кумите в обязательную программу экзаменов на IV и V дан, но из-за чрезмерной сложности теста этого сделано не было.
Прохождение теста в 100 боёв считается высшим достижением в Кёкусинкай. В других стилях и видах боевых искусств данное испытание не используется.

## Правила
По правилам хякунин-кумите тест считается пройдённым, если претендент выдержал все сто боёв без отдыха и при этом победил хотя бы в половине из них. Бои проводятся в полный контакт. До 1967 года хякунин-кумите позволялось проходить в течение двух дней. В 1967 году обязательным условием стало проведение всех боёв в один день.

## Список бойцов, прошедших хякунин-кумите[5][6]
| № п/п | Имя                 | Дата             | Страна          | Комментарий |
| ----- | ------------------- | ---------------- | --------------- | --- |
| 1     | Стив Арнейл         | 21 мая 1965      | Великобритания  | Есть мнение, что Арнейл 50 боёв провёл в один день, остальные — на следующий день. Это мнение может быть связано с тем, что до 1967 года позволялось разделять хякунин-кумите на два дня.                                  |
| 2     | Тадаси Накамура     | 15 октября 1965  | Япония          | Хомбу (Головная организация) не признаёт. |
| 3     | Сигэру Ояма         | 17 сентября 1966 | Япония          | Хомбу не признаёт. |
| 4     | Люк Холландер       | 5 августа 1967   | Нидерланды      | Хомбу не признаёт. Й.Блюминг и ряд очевидцев утверждают, что тест был остановлен на 29 бое после тяжелых травм Холландера, однако М.Ояма с целью популяризации Кёкусинкай в Европе сделал заявление, что тест был пройден. |
| 5     | Джон Джарвис        | 10 ноября 1967   | Новая Зеландия  | Хомбу не признаёт. |
| 6     | Говард Коллинз      | 1 декабря 1972   | Великобритания  | Первым прошёл испытание в один день. |
| 7     | Миюки Миура         | 13 апреля 1973   | Япония          | |
| 8     | Акиёси Мацуи        | 18 мая 1986      | Япония          | Результат: 75 побед, 13 ничьих, 12 поражений. |
| 9     | Адемир да Коста     | 25 апреля 1987   | Бразилия        | Хомбу не признаёт. Результат: 74 победы, 26 ничьих. |
| 10    | Сампэй Кэйдзи       | 25 февраля 1990  | Япония          | Хомбу не признаёт. Прошёл испытание со второй попытки. В первый раз выдержал 49 боёв. |
| 11    | Масуда Акира        | 19 мая 1991      | Япония          | Результат: 46 побед, 40 ничьих, 14 поражений. |
| 12    | Ямаки Кэндзи        | 22 марта 1995    | Япония          | Результат: 83 победы, 12 ничьих, 5 поражений. |
| 13    | Франсиско Фильо     | 22 марта 1995    | Бразилия        | Результат: 76 побед, 24 ничьи. |
| 14    | Кадзуми Хадзимэ     | 13 марта 1999    | Япония          | Результат: 58 побед, 42 ничьи. |
| 15    | Артур Оганесян      | 29 марта 2009    | Армения /Россия | Результат: 49 побед, 39 ничьих, 12 поражений. |
| 16    | Тариел Николеишвили | 26 апреля 2014   | Россия / Грузия | Результат: 64 победы, 27 ничьих, 9 поражений. |

Хякунин-кумите не смогли пройти:
- Ясухико Ояма — выдержал 61 бой;
- Макото Накамура — тест был остановлен Оямой после 35-го боя;
- Питер Чонг Сэчжам — выдержал 30 боёв;
- Харри Сериесе — выдержал 26 боёв;
- Кадзуо Миёси — тест был остановлен;
- Кадзухико Огасавара — закончил бои в пределах пятидесяти поединков;
- Захари Дамьянов — выдержал 70 боёв.

Люк Холландер, по утверждению ряда очевидцев, также не прошел хякунин кумите.
К тесту были не допущены:
- Бобби Лоу — не был допущен из-за неготовности;
- Йон Блюминг — не смог пройти тест из-за недостатка противников;
- Хацуо Рояма — прошёл тест в 100 боев дважды, но официально это достижение не зарегистрировано
- Ян Калленбах — не был допущен к тесту Оямой из опасения, что он нанесёт слишком тяжёлые травмы противникам
- Кентаро Танака — не допущен из-за травмы